# 红壳砂仁
红壳砂仁为姜科砂仁属下的一个种。